# Mazlum Doğan
Mazlum Doğan (Karakoçan, districte de Mazgirt, província d'Elâzığ, 1955 - Diyarbakır, 21 de març de 1982) fou un activista polític kurd, membre del Comitè Central del Partit dels Treballadors del Kurdistan.
Va estudiar a la Facultat d'Educació de la Universitat d'Uludağ a Bursa i després va estudiar al departament d'economia de la Universitat de Hacettepe a Ankara. El 1976 va deixar els estudis i s'uní a alguns moviments estudiantils. Fou el primer editor en cap del primer diari del PKK, Serxwebûn ("Independència" en kurd).
El 1979 fou arrestat sota les acusacions de fundar i liderar una organització terrorista, de prendre part en l'alliberament d'un camarada d'un hospital estatal a Diyarbakır i de falsificació de documents d'identitat.
El 21 de març del 1982, dia que els kurds celebren el Nowruz encenent fogueres, Doğan va calar foc a la seva pròpia cel·la a la presó de Diyarbakır per tal de protestar per les condicions de les presons durant el cop d'estat del 1980. Segons altres fonts s'hauria suïcidat penjant-se a la pròpia cel·la. Després del seu suïcidi, alguns dels presos polítics empresonats a Turquia varen començar vagues de fam i campanyes de desobediència.